# Liste des îles d'Allemagne
Voici une liste des îles d'Allemagne.

## Par superficie
Ce tableau regroupe les 20 principales îles d'Allemagne, classées par superficie décroissante.
|    | Nom           | Zone                      | Superficie (km2) |
| -- | ------------- | ------------------------- | ---------------- |
| 1  | Rügen         | Mer Baltique              | 926              |
| 2  | Usedom        | Mer Baltique              | 445              |
| 3  | Fehmarn       | Mer Baltique              | 185              |
| 4  | Sylt          | Îles de la Frise du Nord  | 99               |
| 5  | Föhr          | Îles de la Frise du Nord  | 82               |
| 6  | Pellworm      | Îles de la Frise du Nord  | 37               |
| 7  | Poel          | Mer Baltique              | 36               |
| 8  | Borkum        | Île de la Frise-Orientale | 30,7             |
| 9  | Norderney     | Îles de la Frise du Nord  | 26,3             |
| 10 | Amrum         | Îles de la Frise du Nord  | 20,4             |
| 11 | Langeoog      | Île de la Frise-Orientale | 19,7             |
| 12 | Ummanz        | Mer Baltique              | 19,6             |
| 13 | Spiekeroog    | Îles de la Frise du Nord  | 18,2             |
| 14 | Hiddensee     | Mer Baltique              | 16,7             |
| 15 | Juist         | Île de la Frise-Orientale | 16,4             |
| 16 | Langeneß      | Îles de la Frise du Nord  | 11,6             |
| 17 | Norderoogsand | Îles de la Frise du Nord  | 9,4              |
| 18 | Wangerooge    | Îles de la Frise du Nord  | 7,9              |
| 19 | Baltrum       | Île de la Frise-Orientale | 6,5              |
| 20 | Hooge         | Îles de la Frise du Nord  | 5,9              |

## Par localisation géographique

### Mer Baltique
| Nom              | Land                               | Superficie | Population | Altitude |
| ---------------- | ---------------------------------- | ---------- | ---------- | -------- |
| Barther Oie      | Mecklembourg-Poméranie-Occidentale | 0,68 km2   | 0          | 1 m      |
| Beuchel          | Mecklembourg-Poméranie-Occidentale | 0,06 km2   | 0          | ?        |
| Bock             | Mecklembourg-Poméranie-Occidentale | ?          | 0          | ?        |
| Dänholm          | Mecklembourg-Poméranie-Occidentale | ?          | 0          | ?        |
| Fährinsel        | Mecklembourg-Poméranie-Occidentale | ?          | 0          | ?        |
| Fehmarn          | Schleswig-Holstein                 | 185,48 km2 | 12 410     | 27.2 m   |
| Görmitz          | Mecklembourg-Poméranie-Occidentale | ?          | 0          | ?        |
| Greifswalder Oie | Mecklembourg-Poméranie-Occidentale | 0,54 km2   | 0          | 10 m     |
| Große Kirr       | Mecklembourg-Poméranie-Occidentale | 5,25 km2   | 0          | 1 m      |
| Heuwiese         | Mecklembourg-Poméranie-Occidentale | 0,40 km2   | 0          | 1 m      |
| Hiddensee        | Mecklembourg-Poméranie-Occidentale | 19,02 km2  | 1 034      | 72 m     |
| Koos             | Mecklembourg-Poméranie-Occidentale | 7 km2      | 0          | ?        |
| Langenwerder     | Mecklembourg-Poméranie-Occidentale | 0,27 km2   | 0          | 0 m      |
| Liebes           | Mecklembourg-Poméranie-Occidentale | 0,20 km2   | 0          | 1.5 m    |
| Liebitz          | Mecklembourg-Poméranie-Occidentale | 0,64 km2   | 0          | ?        |
| Lotseninsel      | Schleswig-Holstein                 | ?          | 0          | ?        |
| Öhe              | Mecklembourg-Poméranie-Occidentale | 1 km2      | 0          | ?        |
| Poel             | Mecklembourg-Poméranie-Occidentale | 36 km2     | 2 624      | 8 m      |
| Riems            | Mecklembourg-Poméranie-Occidentale | ?          | 0          | ?        |
| Ruden            | Mecklembourg-Poméranie-Occidentale | 0,24 km2   | 0          | ?        |
| Rügen            | Mecklembourg-Poméranie-Occidentale | 926 km2    | 77 000     | 161 m    |
| Tollow           | Mecklembourg-Poméranie-Occidentale | 0,02 km2   | 0          | 1 m      |
| Ummanz           | Mecklembourg-Poméranie-Occidentale | 20 km2     | 274        | 3 m      |
| Usedom           | Mecklembourg-Poméranie-Occidentale | 445 km2    | 76 500     | ?        |
| Urkevitz         | Mecklembourg-Poméranie-Occidentale | 0,27 km2   | 0          | 0 m      |
| Vilm             | Mecklembourg-Poméranie-Occidentale | 0,94 km2   | 0          | 37.7     |
| Walfisch         | Mecklembourg-Poméranie-Occidentale | 0,09 km2   | 0          | 1 m      |

### Mer du Nord

#### Îles de la Frise du Nord
| Nom           | Land               | Superficie | Population | Altitude |
| ------------- | ------------------ | ---------- | ---------- | -------- |
| Amrum         | Schleswig-Holstein | 20,46 km2  | 2 281      | 32 m     |
| Föhr          | Schleswig-Holstein | 82 km2     | 8 600      | 1 m      |
| Japsand       | Schleswig-Holstein | 2,14 km2   | 0          | 0 m      |
| Norderoogsand | Schleswig-Holstein | 9,38 km2   | 0          | 1 m      |
| Nordstrand    | Schleswig-Holstein | 50 km2     | 2 330      | 1 m      |
| Pellworm      | Schleswig-Holstein | 37,44 km2  | 1 082      | 2 m      |
| Süderoogsand  | Schleswig-Holstein | 22,4 km2   | 0          | 0 m      |
| Sylt          | Schleswig-Holstein | 99 km2     | 20 778     | 18 m     |

#### Îles de la Frise-Orientale
| Nom           | Land       | Superficie | Population | Altitude |
| ------------- | ---------- | ---------- | ---------- | -------- |
| Baltrum       | Basse-Saxe | 6.5 km²    | 493        | 5 m      |
| Borkum        | Basse-Saxe | 30.74 km²  | 5 132      | 6 m      |
| Kachelotplate | Basse-Saxe | 1.87 km²   | 0          | 0 m      |
| Juist         | Basse-Saxe | 16.43 km²  | 1 700      | 3 m      |
| Langeoog      | Basse-Saxe | 20 km²     | 1 991      | 2 m      |
| Lütje Hörn    | Basse-Saxe | 0.31 km²   | 0          | 0 m      |
| Mellum        | Basse-Saxe | 0.2 km²    | 0          | 1 m      |
| Memmert       | Basse-Saxe | 5 km²      | 0          | 1 m      |
| Minsener Oog  | Basse-Saxe | 2.28 km²   | 0          | 0 m      |
| Norderney     | Basse-Saxe | 26.29 km²  | 5 816      | 5 m      |
| Spiekeroog    | Basse-Saxe | 18.25 km²  | 757        | 3 m      |
| Wangerooge    | Basse-Saxe | 7.94 km²   | 868        | 3 m      |

#### Halligen
| Nom                | Land               | Superficie | Population | Altitude |
| ------------------ | ------------------ | ---------- | ---------- | -------- |
| Gröde              | Schleswig-Holstein | 2.52 km²   | 10         | 1 m      |
| Habel              | Schleswig-Holstein | 0.07 km²   | 0          | 0 m      |
| Hamburger Hallig   | Schleswig-Holstein | 0.70 km²   | 0          | 0 m      |
| Hooge              | Schleswig-Holstein | 5.78 km²   | 72         | 5 m      |
| Langeneß           | Schleswig-Holstein | 11.57 km²  | 121        | 1 m      |
| Norderoog          | Schleswig-Holstein | 0.08 km²   | 0          | 0 m      |
| Nordstrandischmoor | Schleswig-Holstein | 1.63 km²   | 50         | 0 m      |
| Oland              | Schleswig-Holstein | 0.96 km²   | 30         | 1 m      |
| Süderoog           | Schleswig-Holstein | 0.70 km²   | 0          | 1 m      |
| Südfall            | Schleswig-Holstein | 0.41 km²   | 0          | 0 m      |

#### Heligoland
| Nom        | Land               | Superficie | Population | Altitude |
| ---------- | ------------------ | ---------- | ---------- | -------- |
| Heligoland | Schleswig-Holstein | 1.30 km²   | 1 149      | 61.3 m   |
| Düne       | Schleswig-Holstein | 0.4 km²    | 0          | 6 m      |

#### Autres îles
| Nom       | Land               | Superficie | Population | Altitude |
| --------- | ------------------ | ---------- | ---------- | -------- |
| Blauort   | Schleswig-Holstein | 0.27 km²   | 0          | 0 m      |
| Helmsand  | Schleswig-Holstein | ?          | 0          | 0 m      |
| Neuwerk   | Hambourg           | 3,3 km²    | 40         | 1 m      |
| Nigehörn  | Hambourg           | 0,67 km²   | 0          | 5 m      |
| Scharhörn | Hambourg           | 0.43 km²   | 0          | 6 m      |
| Tertius   | Schleswig-Holstein | ?          | 0          | 1 m      |
| Trischen  | Schleswig-Holstein | 1.80 km²   | 0          | 1 m      |

### Îles intérieures
| - Rhin : - Île Mariannenaue - Île Saint Pierre - Fridolins-Insel (partagée avec la Suisse) | - Lac de Constance : - Lindau - Mainau - Reichenau - Triboldingerbohl | - Isar (Bavière) : - île Weiden | - Chiemsee (Bavière) : - Frauenchiemsee - Herrenchiemsee - Krautinsel |